# Chris Hooijkaas
Christoffel „Chris” Hooijkaas (ur. 6 stycznia 1861 w Rotterdamie; zm. 15 października 1926 tamże) — holenderski żeglarz i biznesmen.
W wieku 39 lat Hooijkaas wziął udział w Letnich Igrzyskach Olimpijskich 1900 w Paryżu. W jachcie Mascotte wraz z kapitanem Henrim Smuldersem oraz Ariem van der Veldenem, uczestniczył w konkurencji wyścigu I 3-10 t, gdzie zdobył 2. miejsce i srebrny medal. Brał także udział w konkurencjach II wyścigu 3-10 t, gdzie zajął 4. miejsce oraz klasy open, gdzie nie dotarł do mety.